# Tramlijn Zijpe - Burgh
De tramlijn Zijpe - Burgh was een tramlijn op Schouwen-Duiveland. Vanuit de veerhaven van Zijpe liep de lijn via Oosterland, Nieuwerkerk, Zierikzee, Noordgouwe, Brouwershaven, Renesse en Haamstede naar het eindpunt in Burgh.

## Geschiedenis
Deze tramlijn ontstond vanuit enkele maatschappelijke ontwikkelingen; industrialisatie, een verbetering van vervoerverbinding van afgelegen gebieden en de technische mogelijkheden om tramverbindingen aan te leggen.
Door de industrialisatie van Rotterdam en de trek van inwoners en goederenvervoer van het platteland ontstond een behoefte aan lokaalspoorverbindingen ten zuiden van deze stad. Hierbij werd door de RTM een tramlijn geopend tussen Rotterdam en Numansdorp.
Op Schouwen-Duiveland ontstond de behoefte om de bestaande vervoerverbindingen met omliggende gebieden te verbeteren teneinde het isolement te verkleinen. In 1891 voeren er bijvoorbeeld alleen stoomboten vanuit Zierikzee naar Rotterdam en Middelburg. De Zierikzeesche Stoomboot Maatschappij en Rederij "Schelde", elk met een dagelijkse of tweedaagse verbinding.
Er was een voetveer tussen Zijpe en de Anna Jacobapolder. De verbindingen op het eiland zelf waren slecht. Rond 1891 werd een comité opgericht met als doel de aanleg van een tramlijn of lokaalspoorweg tussen Brouwershaven en Steenbergen via Zijpe. Dit was de afdeling Zierikzee van de Maatschappij tot Bevordering van Nijverheid, voorgezeten door de burgemeester van deze stad, Vermeijs. De RTM uit Rotterdam gaf aan bereid te zijn deze lijn de exploiteren. Hierbij was er steun vanuit de overheid. Zowel de landelijke als de provinciale overheden zagen dat eerder -zonder staatssteun- aangelegde tramlijnen elders in het land dikwijls te goedkoop waren aangelegd: direct in de bermen van wegen en niet geschikt voor relatief hoge snelheden. Door toekomstige lijnen aan te leggen met een hogere kwaliteit kon een streven van de overheid, namelijk verbetering van reis- en vervoermogelijkheden, bereikt worden. De overheid hielp mee met renteloze voorschotten die pas terugbetaald hoefde te worden bij voldoende inkomsten. Een tracé waarover met een hogere snelheid gereden kon worden in combinatie met materieel dat ook snel kon rijden leidde er later toe dat de tramwegen van de RTM relatief lang konden blijven concurreren met autobussen.
Op 30 april 1900 werd de lijn geopend tussen Zijpe en Brouwershaven. Op 1 april 1915 reden er ook trams tussen Brouwershaven en Burgh door de Rotterdamsche Tramweg Maatschappij. Mede vanwege onteigeningsprocedures kon dit westelijke gedeelte pas later in gebruik worden genomen.
De lijn had een belangrijke rol en het vervoer van goederen en personen op Schouwen-Duiveland. De RTM stoomveren sloten op de lijn aan vanuit de veerhaven Zijpe naar Numansdorp, Ooltgensplaat, Anna Jacobapolder, Stavenisse, Rotterdam en Zierikzee.
Tijdens de Tweede Wereldoorlog heeft de lijn veel te lijden gehad van de inundatie en beschadiging van het materieel door andere oorlogshandelingen. Eind jaren 40 was de lijn echter weer operationeel. Na 1 februari 1953 is er niet meer gereden. De Watersnood van 1953 gaf de tramlijn de genadeklap, de bevolking en de overheid van Schouwen-Duiveland wilden de tram niet terug.Tot 1972 reden er nog wel goederentrams in de haven van Zijpe.

## Tracé
Het traject van de tramlijn werd aangelegd tussen Zijpe en Burgh via verschillende kernen op Schouwen-Duiveland. Bij Zijpe, nabij Bruinisse, bestond van oudsher al een verbinding met Tholen via een (voet)veer. Het trajectdeel tussen Brouwershaven en Burgh kwam pas later in gebruik.
Al in de voorplanning was het niet de bedoeling geweest om een vaste verbinding aan te leggen tussen Zijpe en Anna Jacobapolder. De kosten van deze vaste verbinding werden destijds als te hoog ingeschat.
Rond de haven van Zijpe was een bescheiden emplacement aanwezig voor de afhandeling van zowel het goederen- als het reizigersverkeer. Op vrijwel alle stations en grote bedrijven langs de lijn waren zijsporen aanwezig, zowel om treinen te kruisen alsook om wagons op te stellen of om te laden en te lossen.
Op enkele plekken op de route is het tracé later in de tijd gewijzigd. Waar de overige tramlijnen van de RTM ontworpen waren in een tijd dat snelheid en kwaliteit belangrijker waren dan kosten en de overheid meehielp de meerkosten te verkleinen, was dat niet het geval bij de tramlijn op Schouwen-Duiveland. Het gebruikte tracé was namelijk reeds in 1891 vastgesteld samen met het lokale waterschap. Destijds was er nog weinig steun vanuit de overheid voor snelheid en kwaliteit waardoor er veelal de bestaande wegen werden gevolgd. Hierdoor waren er veel scherpe bogen en steile hellingen.
Om de snelheid te verhogen werden op enkele plekken werkzaamheden uitgevoerd. Dat vond bijvoorbeeld plaats in Nieuwerkerk waar in 1914 de tram verdween van de Kerkring en net zuidelijk buiten het dorp werd aangelegd. Ook in Oosterland, Capelle, Stenendijk en Schuddebeurs vonden dergelijke wijzigingen plaats. Rond Zonnemaire, Zierikzee, Brouwershaven en Noordwelle zijn wel voorbereidende werkzaamheden uitgevoerd, maar is een tracéverandering nooit ten uitvoer gebracht.

### Snelheid
Het baanvak en het materieel werd aangeschaft om snel te kunnen rijden, tot 40 km per uur. Toch was de snelheid bij opening beperkt tot 20 km/u vanwege de bestaande wetgeving voor openbaar middelen van vervoer. In 1902 wijzigde de wetgeving. De snelheid van 20 km/u bleef conform het Tramwegreglement 1902, maar het was onder voorwaarden mogelijk het baanvak en het trambedrijf geschikt te maken om te vallen onder het Vereenvoudigd Locaalspoorreglement 1902. Na verbeteringen werd de lijn in 1910 geschikt geacht voor de 35 km/u met uitzondering van lokale snelheidsbeperkingen. In 1933/1934 volgde een verdere verhoging naar 45 km/u.

## Exploitatie

### Dienstregeling
Op de tramlijn van Zijpe naar Burgh werd een dienstregeling uitgevoerd die verschilde door de jaren heen. Kenmerkend aan een grotendeels enkelsporige tramlijn was dat alleen op kruisingstations tegentrams gepasseerd konden worden. Dat waren niet alleen trams voor reizigers, maar ook goederentrams. Daarnaast werd op het oostelijke eindpunt in Zijpe aangesloten op de veerdiensten naar zowel Anna Jacobapolder (en tot een bepaald jaar ook Stavenisse) als Numansdorp. Het veer naar Anna Jacobapolder voer relatief vaak en bood aansluiting op de tramlijn naar Steenbergen. De boot naar Numansdorp sloot daar aan op de tram naar Rotterdam. Hieronder wordt een aantal dienstregelingen beschreven als voorbeeld.

#### 1911
- In de zomerdienstregeling van 1911 is er alleen een tramverbinding tussen Zijpe en Brouwershaven. De verbinding naar Burgh komt pas 4 jaar later. Met als start en eindpunt Brouwershaven worden 7 retourritten per dag gereden. Enkele dagen per week is er ook nog een tussenrit tussen Zijpe en Zierikzee. De dienstregeling van de reizigerstrams is te rijden met 2 omlopen.[1]
  - De eerste tram vertrekt rond 05:30 vanuit Brouwershaven en arriveert omstreeks 07:05 in Zijpe.
    - In Zijpe is aansluiting op de boot naar Anna Jacobapolder (soms afkomstig vanuit Stavenisse) en vervolgens de tram naar Steenbergen die daar omstreeks 08:40 arriveert. Niet duidelijk is of deze tram ook doorreed over het tramnet van de ZNSM naar Roosendaal. In 1924 is er in elk geval wel dagelijks één doorgaande tram die om 09:00 arriveert in Roosendaal.
    - In Zijpe is ook aansluiting op de boot naar Numansdorp-Haven. De overtocht duurt van 07:10 tot 08:55. Te Numansdorp-Haven vertrekt de tram naar Rotterdam omstreeks 09:10 en arriveert in Rotterdam omstreeks 10:55, vijf en half uur na vertrek uit Brouwershaven.

  - Vrijwel alle tramritten geven in beide richtingen aansluiting op de boot naar Anna Jacobapolder, waar overigens niet op elke boot een tram naar Steenbergen klaarstaat. De veerdienst naar Numansdorp kent maar 3 retourvaarten.

#### 1929
- In de zomerdienstregeling van 1929 is het volledige traject tot aan Burgh in gebruik. Het aantal volledige retourritten, startend vanuit Burgh, is 5. Op enkele dagen van de week is er nog een extra rit tussen Zijpe en Burgh, een tussenrit tussen Burg en Zierikzee en terug en een tussenrit van Zijpe naar Zierikzee en terug.[1]
  - De eerste tram vertrekt rond 04:35 vanuit Burgh en arriveert omstreeks 06:30 in Zijpe.
    - In Zijpe is aansluiting op de boot naar Anna Jacobapolder (soms afkomstig vanuit Stavenisse) en vervolgens de tram naar Steenbergen die daar omstreeks 08:00 arriveert. Niet duidelijk is of deze tram ook doorreed over het tramnet van de ZNSM naar Roosendaal. In 1924 is er in elk geval wel dagelijks één doorgaande tram die om 09:00 arriveert in Roosendaal.
    - In Zijpe is ook aansluiting op de boot naar Numansdorp-Haven. De overtocht duurt van 06:40 tot 08:40. Te Numansdorp-Haven vertrekt de tram naar Rotterdam omstreeks 08:55 en arriveert in Rotterdam omstreeks 10:30, zes uur na vertrek uit Burgh.

  - Vrijwel alle tramritten geven in beide richtingen aansluiting op de boot naar Anna Jacobapolder, waar overigens niet op elke boot een tram naar Steenbergen klaarstaat. De veerdienst naar Numansdorp kent maar 2 retourvaarten.

#### 1951
- In de zomerdienstregeling van 1951 is het volledige traject tot aan Burgh in gebruik. Er zijn circa 9 retourritten per dag, waarvan er 2 starten vanuit Brouwershaven en de rest vanuit Burgh. Daarnaast rijdt er 1 autobusrit als extra rit tussen Zierikzee - Zijpe - Brouwershaven - Zierkzee.[1]
  - De eerste tram vertrekt rond 04:10 vanuit Brouwershaven en arriveert omstreeks 05:10 in Zijpe. Daar wordt aangesloten op het veer naar Anna Jacobapolder, dat inmiddels circa 27 keer per dag een retourvaart doet.
  - De eerste tram vertrekt vanuit Burgh omstreeks 05:30 en arriveert rond 07:10 in Zijpe.
    - Vanaf Zijpe vertrekt tweemaal per een boot naar Numansdorp-Haven, met vertrek om 07:15 en aankomst om 09:10. De tram naar Rotterdam staat klaar en arriveert in Rotterdam om om 10:05.

### Water

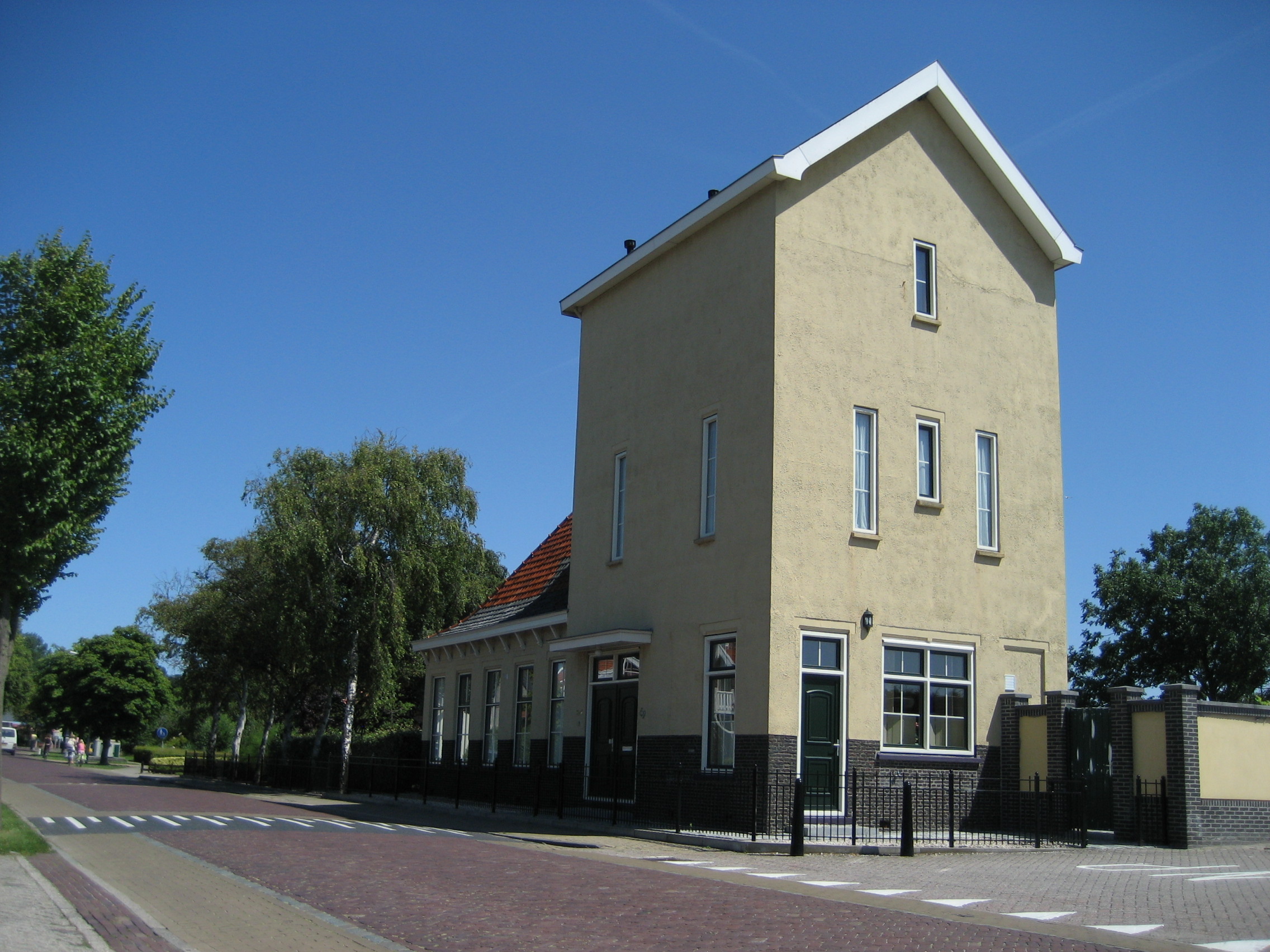
Het stationsgebouw en watertoren van Burgh.

Kenmerkend aan de tramlijnen op de Zeeuwse en Zuid-Hollandse eilanden was het ontbreken van kwalitatief goed water voor in de stoomketels. Er was geen waterleiding aanwezig en het lokaal aanwezige sloot- en grondwater te brak. In eerste instantie werd een bron gebruikt in Schuddebeurs. Bij de latere verlenging naar het westen kon het duinwater gebruikt worden. Het stationsgebouw kreeg van Burgh kreeg hierbij ook de functie van watertoren en is daardoor opvallend van hoogte. Er werd gebruik gemaakt van waterwagens om water bij het eindpunt in Zijpe te transporteren.

## Restanten

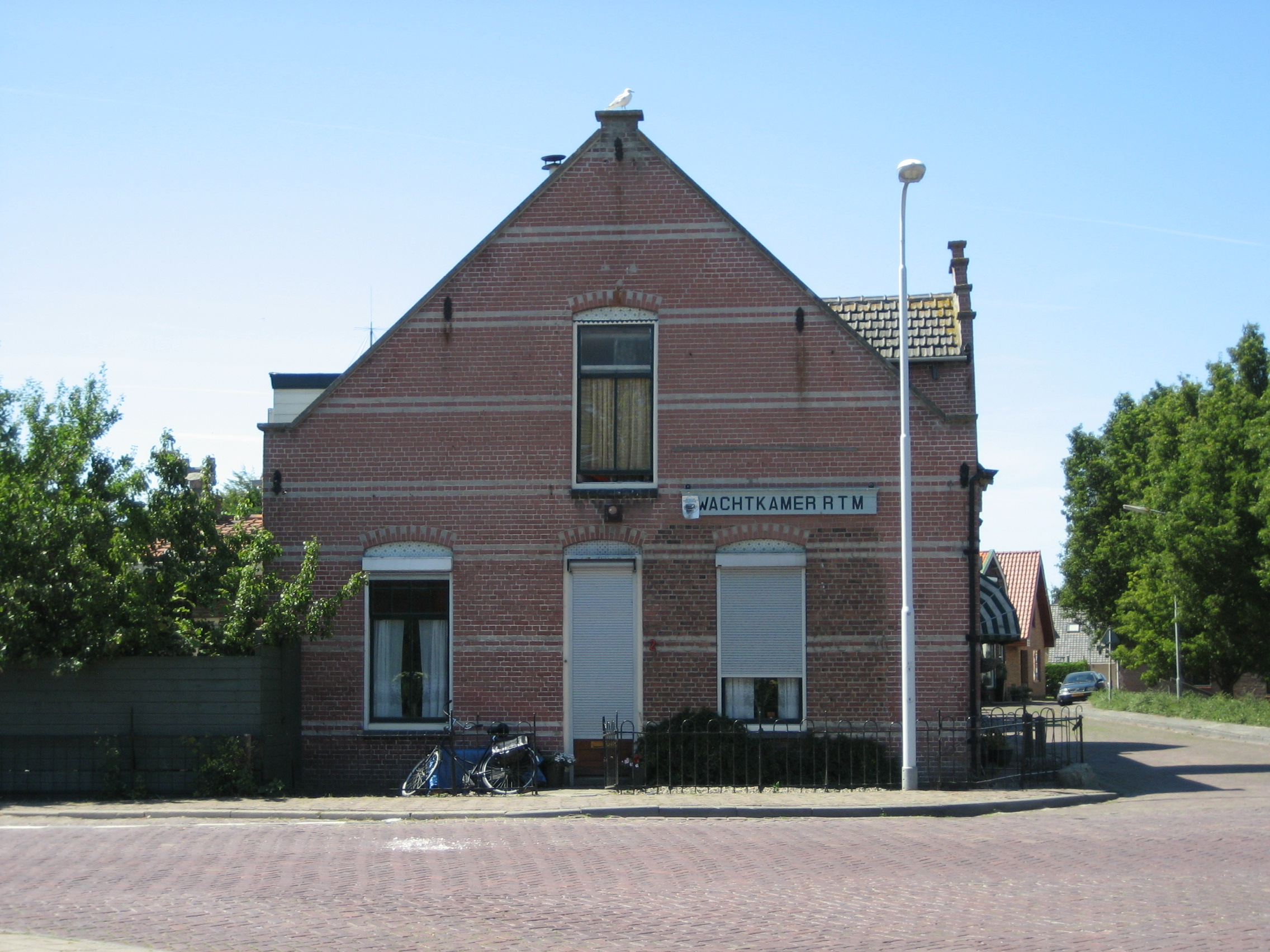
Wachtkamer van de voormalige halte Sas in Zierikzee, eind 2016 is het bord verwijderd, in 2019 weer teruggeplaatst.

Van de lijn is weinig meer terug te vinden op het eiland, door ruilverkaveling is het tracé goeddeels verdwenen. In Zierikzee is op de hoek van Scheepstimmerdijk en het Sas nog de wachtkamer der RTM aanwezig, in Burgh staat het voormalige tramstation er nog, dit is thans in gebruik als busstation.
Stationsgebouw Haamstede is nu restaurant Sence. Waar de weegbrug was is nog te zien. Achter het gebouw kan je nog een grasstrook vinden wat het spoor was. Die strook gaat verderop door als Vroonweg en is meest fietspad. Bij Renesse is de overgang Vroonweg-Roelandsweg ook nog wel herkenbaar. Aan de Roelandsweg is ook nog het voormalige tramstation, maar het ziet er nu heel anders uit. (Boutique hotel) Het ruiterpad daar is de oude trambaan.
In Brouwershaven is bij de reconstructie van de havenkade in 2019 door middel van twee lijnen in het straatwerk de loop van de tramlijn deels weergegeven aan de Haven Zuidzijde. En er is het Trampad. De brandweerkazerne is de oude remise. Bij Noordgouwe is het stationsgebouw er nog. Te Zonnemaire is er de Trambaan. In Nieuwerkerk is er de Stationstraat. Bij de Deltastraat was het station. Te Oosterland staat het stationsgebouw er nog aan de Molenweg. en is nu horeca. In de haven van Zijpe zijn de spoor-niveaus nog zichtbaar.